# Malteška inicijativa čišćenja ostrva
Ministarstvo za životnu sredinu Malte od 2020. godine organizuje Kampanju za čišćenje ostrva u saradnji sa Projektom zeleno (eng: Project Green) i Spasimo naše plavo (eng: Saving Our Blue) organizacijama. Malteška inicijativa čišćenja ostrva se organizuje svake godine i nastoji da podigne svest javnosti o važnosti zaštite dolina i obalskih pordučja ove zemlje. Privatne kompanije, škole, nevladine organizacije i mnoge druge grupe, se podstiču da registruju njihove lokalne kampanje čišćenja kako bi doprineli čistijoj životnoj sredini. Učesnicima je obezbeđena neophodna oprema, uključujući rukavice, kese, vozila za otpad, kao i bezbednosna uputstva, radi bezbednog i efikasnog procesa čišćenja. U inicijativi održanoj 2023. godine je učestvovalo preko 500 volontera iz 20 državnih organa, nevladinih organizacija i privatnih kompanija.
Ova inicijativa ima za cilj da ostvari trajan uticaj na životnu sredinu. Učesnicima će takođe biti pružena pomoć u vaganju otpada, koji skupe tokom njihove lokalne kampanje i razdvojiti ga na licu mesta u skladu sa važećim propisima o odvajanju otpada, kako bi se osigurala prerada svih materijala koji se mogu reciklirati. Sve organizacije koje učestvuju dobijaju sertifikat za napore koje su uložili za stvaranje boljeg i zdravijeg okruženja. Kampanje čišćenja se organizuju tokom letnje sezone, a za svaku tonu skupljenog otpada biće zasađena dva stabla. Tokom kampanje 2022. godine skupljeno je preko 2.000 tona otpada, pa je tom prilikom posađeno i 4.000 novih stabala. 

## Osnivanje organizacije Project Green
Ministarstvo za životnu sredinu Malte je 2022. godine objavilo planove za osnivanje Projekta Zeleno, nove agencije za sprovođenje vladinog sedmogodišnjeg plana da porodicama na Malti i ostrvu Gozu pruži više javnih bašti, parkova i drugih otvorenih prostora. 
Miriam Dali, ministarka za životnu sredinu, energiju i preduzeća, objavila je njene planove u Parlamentu, tokom debate o proceni budžeta ministarstva za 2023. godinu. Agenciji je poveren sedmogodišnji plan da uloži 700 miliona evra u kreiranje, održavanje i osnvaživanje javnih bašti, i drugih otvorenih prostora na Malti i Gozu, kako bi svi stanovnici mogli da uživaju u zelenim rekreativnim prostorima, gde god živeli na ostrvu.
Projekat zeleno će angažovati stanovnike, radnike i kompanije u zajednicama u kojima se projekti odvijaju, te podeliti svoje ideje i aspiracije za ove projekte. Ministarstvo takođe želi da kroz Project Green počne drugačije da gleda na zelene otvorene prostore. 
Projekat zeleno će sarađivati i sa drugim vladinim organima, lokalnim većima, nevladinim organizacijama i drugim organizacijama koje već rade na ozelenjavanju Malte, i okupiti ih oko postizanja ovog važnog cilja. Svi zainteresovani se mogu besplatno registrovati za učešće.

## Spoljašnje veze
- Zvanični veb-sajt organizacije Saving Our Blue.